# Тржинецький металургійний завод
Тржинецький металургійний завод (чеськ. Třinecké železárny) — металургійний завод з повним металургійним циклом в Чехії, у місті Тржинець.

## Історія

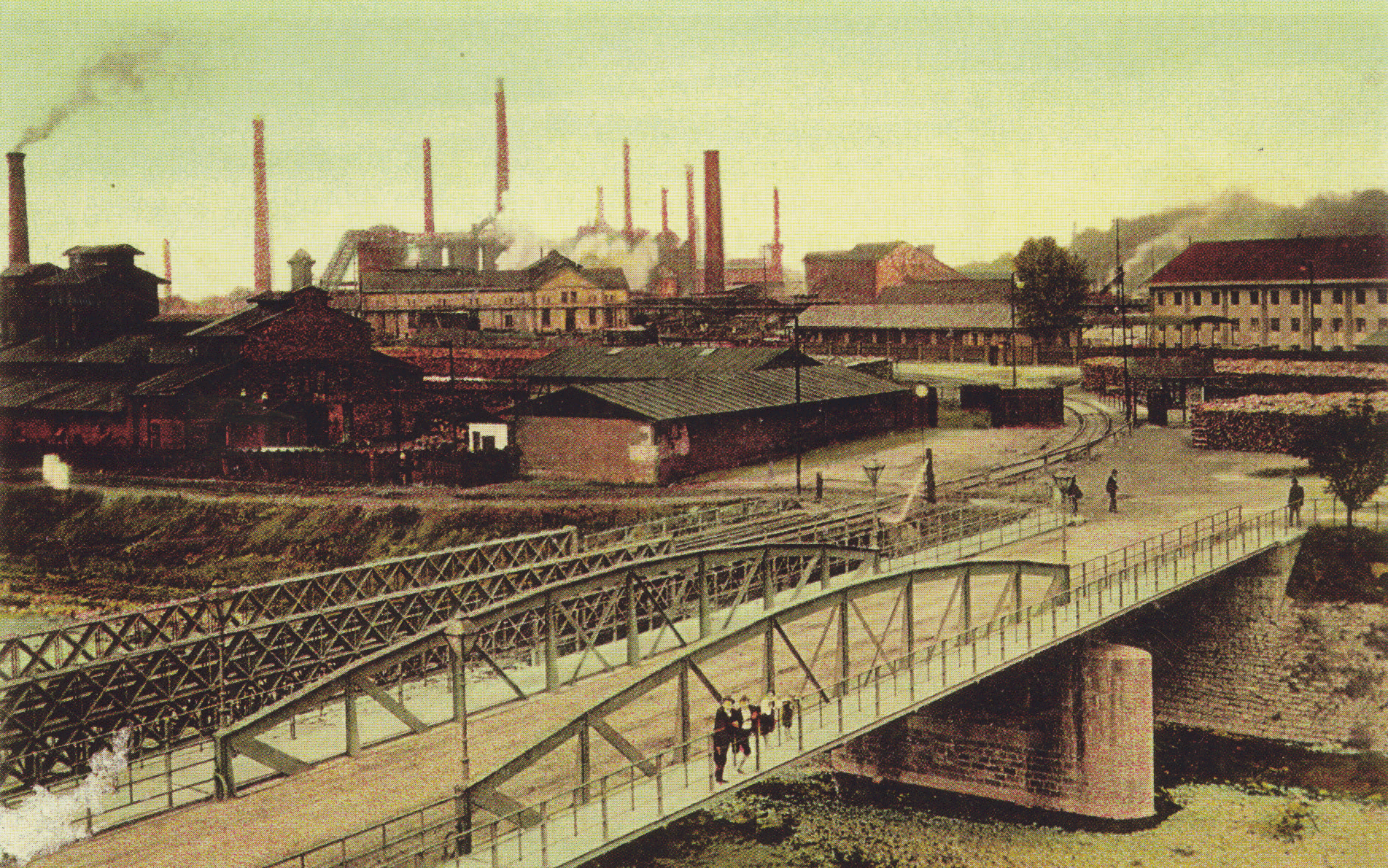
Завод у 1910 році.

Будівництво заводу розпочалось 1836 року, а запрацював він 1839 року. Спочатку в ролі палива на заводі використовувалося деревне вугілля, виготовлене з деревини розташованих неподалік лісів Сілезьких бескидів та Моравсько-Сілезьких бескидів. До заводу деревина доставлялася сплавом навесні по річці Ольше під час водопілля. Річка Олше залишалася важливим транспортним шляхом до 1870-х років, коли завод було модернізовано. Основну продукцію заводу на початку його роботи складали кухонні плити, посуд, вироби для каналізації, стовпи, сходи, паркани, балконні решітки, відливки для машинобудування і вироби мистецтва. На промисловій виставці 1845 року у Відні за якість продукції завод отримав золоту медаль.
1906 року завод було продано Гірничо-металургійній компанії. Завод виріс у розмірах і був модернізований. В цей період з'явився логотип заводу «три молоти у крузі», що використовується до тепер. У 1920-х роках він належав до найсучасніших заводів Центральної Європи. 1929 року частка заводу у чехословацькій промисловості за виробництвом сталі становила 23 %, а за виробництвом прокату — 31 %.
Під час Другої світової війни завод не зазнав значних руйнувань. 1946 року він був націоналізований.

## Сучасний стан

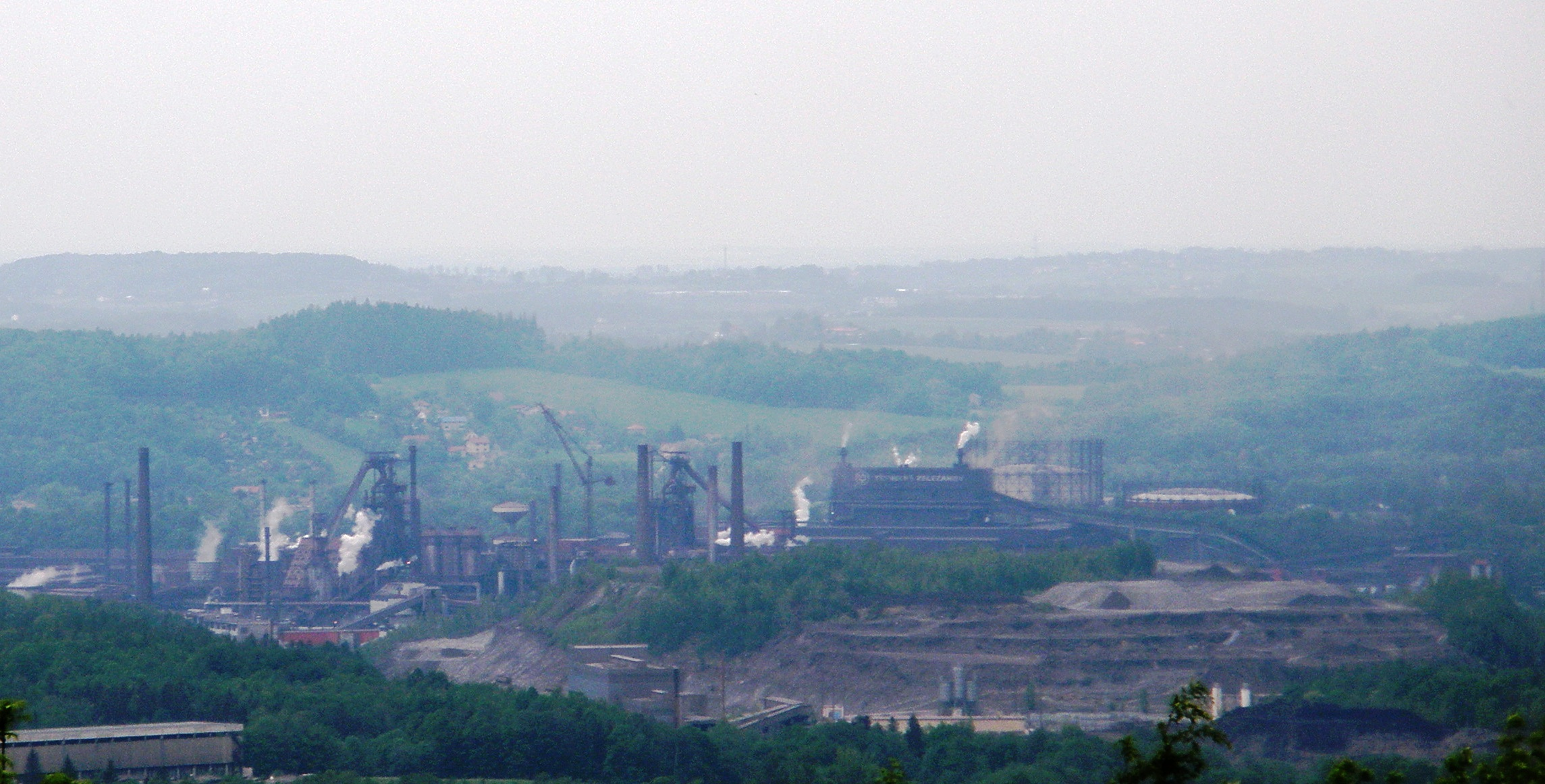
Панорама заводу.

Завод працює з повним металургійним циклом. В експлуатації перебувають 2 доменних печі об'ємом по 1373 м³ кожна. З 2013 року на доменних печах використовується технологія вдування пиловугільного палива, що дозволяє економити кокс.